# Raoul Paoli
Raoul Paoli, właśc. Jacques Marie Lucien Raoul Simonpaoli (ur. 24 listopada 1887 w Courtalain, zm. 23 maja 1960 w Paryżu) – francuski lekkoatleta i zapaśnik walczący w stylu klasycznym. Czterokrotny olimpijczyk, później aktor. 

## Życiorys
Był wszechstronnym sportowcem. Oprócz występów w zapasach i lekkoatletyce odnosił również sukcesy w boksie i rugby union.
Na igrzyskach olimpijskich w Sztokholmie w 1912 startował zarówno w pchnięciu kulą, jak i zapasach. Na trzech kolejnych igrzyskach występował w pchnięciu kulą, a w 1928 również w rzucie dyskiem.
Niekiedy jest wymieniany jako sternik osady wioślarskiej, która na igrzyskach olimpijskich w Paryżu w 1900 wywalczyła brązowy medal w konkurencji dwójek ze sternikiem. Niektóre źródła tego nie potwierdzają. 
Był Chorąży reprezentacji na igrzyskach w 1912.

## Wyniki olimpijskie w lekkoatletyce
| Igrzyska       | Konkurencja    | Wynik  | Miejsce             | Źródło |
| -------------- | -------------- | ------ | ------------------- | ------ |
| Sztokholm 1912 | pchnięcie kulą | 11,11  | 16. miejsce         | [ 7 ]  |
| Antwerpia 1920 | pchnięcie kulą | 12,485 | 12. miejsce         | [ 8 ]  |
| Paryż 1924     | pchnięcie kulą | 13,535 | 9. miejsce          | [ 9 ]  |
| Amsterdam 1928 | pchnięcie kulą | 12,68  | 18. miejsce (elim.) | [ 10 ] |
| Amsterdam 1928 | rzut dyskiem   | 36,82  | 29. miejsce (elim.) | [ 11 ] |

## Zapasy –Letnie Igrzyska Olimpijskie 1912
| Konkurencja             | Rundy eliminacyjne | Rundy eliminacyjne     | Klas. końcowa |
| Konkurencja             | Przeciwnik I       | Przeciwnik II          | Miejsce       |
| ----------------------- | ------------------ | ---------------------- | ------------- |
| +82.5 kg styl klasyczny | Johan Olin (FIN) P | Kalle Viljamaa (FIN) P | 12.           |

Później występował w drugoplanowych rolach w filmach